# Aldo Del Monte
Aldo Del Monte (Montù Beccaria, 31 maggio 1915 – Fara Novarese, 16 febbraio 2005) è stato un vescovo cattolico italiano.

## Biografia

### Ministero sacerdotale
Venne ordinato sacerdote il 29 giugno 1939, all'alba della II guerra mondiale e proprio in quel periodo cominciò a svolgere un periodo di attività pastorale nelle forze armate italiane, che in seguito lo avrebbe portato a partecipare come cappellano militare alla campagna italiana di Russia, da cui tornò solo in seguito al suo grave ferimento riportato durante una delle tante azioni belliche; raccontò la sua esperienza sotto le armi in un libro, La croce sui girasoli.
Nel dopoguerra fu incaricato degli insegnamenti di filosofia e teologia presso il seminario della diocesi di Tortona e fu delegato episcopale alle attività dell'Azione cattolica per la medesima. Durante il Concilio Vaticano II partecipò a tutte le sessioni, sia in qualità di esperto che di rappresentante del suo vescovo, Egisto Domenico Melchiori impossibilitato ad intervenire.
Nel 1963 venne chiamato a Roma, prima come assistente ecclesiastico dell'Unione delle Donne dell'Azione cattolica e poi come direttore dell'Ufficio catechistico nazionale. In questi incarichi si spese per promuovere le istanze conciliari ed il rinnovamento dell'azione pastorale e della catechesi.

### Ministero episcopale
Nel 1970 venne nominato amministratore apostolico di Acqui e, nel contempo, consacrato vescovo titolare di Musti. Appena un anno più tardi fece il suo ingresso nella cattedrale di Novara, come nuovo ordinario diocesano. Come ad Acqui pure a Novara, non smise di impegnarsi nell'applicazione delle istanze conciliari, ponendo sempre l'accento sulla valorizzazione della presenza attiva dei laici nella vita della diocesi. Fu vescovo di Novara fino al 1990.
Dal 1988 al 1990 celebrò il XX sinodo diocesano, il primo sinodo nella linea del concilio Vaticano II, con il coordinamento del suo vicario generale mons. Germano Zaccheo. Mentre si trovava nella sua residenza di Massino Visconti viene ricoverato nella clinica di Fara Novarese dove muore la sera del 16 febbraio 2005. Il funerale viene celebrato il 20 febbraio nella cattedrale di Novara dal vescovo Renato Corti (poi cardinale) ed è sepolto nel cimitero di San Filiberto a Pella accanto alle monache benedettine dell'abbazia "Mater Ecclesiae" dell'Isola San Giulio, comunità che il vescovo aveva accolto nella diocesi di Novara nel 1973 durante il suo episcopato.

## Genealogia episcopale e successione apostolica
La genealogia episcopale è:
- Cardinale Scipione Rebiba
- Cardinale Giulio Antonio Santori
- Cardinale Girolamo Bernerio, O.P.
- Arcivescovo Galeazzo Sanvitale
- Cardinale Ludovico Ludovisi
- Cardinale Luigi Caetani
- Cardinale Ulderico Carpegna
- Cardinale Paluzzo Paluzzi Altieri degli Albertoni
- Papa Benedetto XIII
- Papa Benedetto XIV
- Papa Clemente XIII
- Cardinale Marcantonio Colonna
- Cardinale Giacinto Sigismondo Gerdil, B.
- Cardinale Giulio Maria della Somaglia
- Cardinale Carlo Odescalchi, S.I.
- Cardinale Costantino Patrizi Naro
- Cardinale Lucido Maria Parocchi
- Papa Pio X
- Papa Benedetto XV
- Papa Pio XII
- Cardinale Carlo Confalonieri
- Vescovo Aldo Del Monte

La successione apostolica è:
- Vescovo Francesco Maria Franzi (1973)
- Arcivescovo Enrico Masseroni (1987)

## Pubblicazioni
- La croce sui girasoli. Giornale intimo di un cappellano militare in Russia, Alba, Pia società San Paolo per l'apostolato della stampa, 1945. Ultima edizione: Novara, Interlinea edizioni, 2015.
- Il Vaticano II nella storia di un prete, Casale Monferrato, Piemme, 1995.
- 20º Sinodo diocesano della chiesa novarese, Novara, Diocesi di Novara-Tipografia San Gaudenzio, 1990.
- Don Gnocchi. Ritorno alle sorgenti, Casale Monferrato, Piemme, 1996.
- Il pastore. Il vescovo fra tradizione e attualità, prefazione di Germano Zaccheo, Novara, Interlinea, 1996.
- L'umanità di Dio. Gloria Dei, homo vivens, Novara, Interlinea, 1999.